# Maria Lindberg (dansare)
Maria Lindberg, född Nyqvist den 6 februari 1979, är en svensk professionell dansare inom 10-dans. Hon har deltagit 3 säsonger i Lets Dance , 2009 med Carl Jan Granqvist2010 med Rabih Jaber och 2011 med Björn Ranelid.
Lindberg har tillhört det svenska landslaget och representerat Sverige vid EM och VM. SM-guld i 10-dans år 2000 och 2001.
Lindberg har även en bakgrund inom mode och har arbetat med inköp. Idag arbetar Maria främst som stress- & livscoach, men även som dansare.